# 築地本願寺

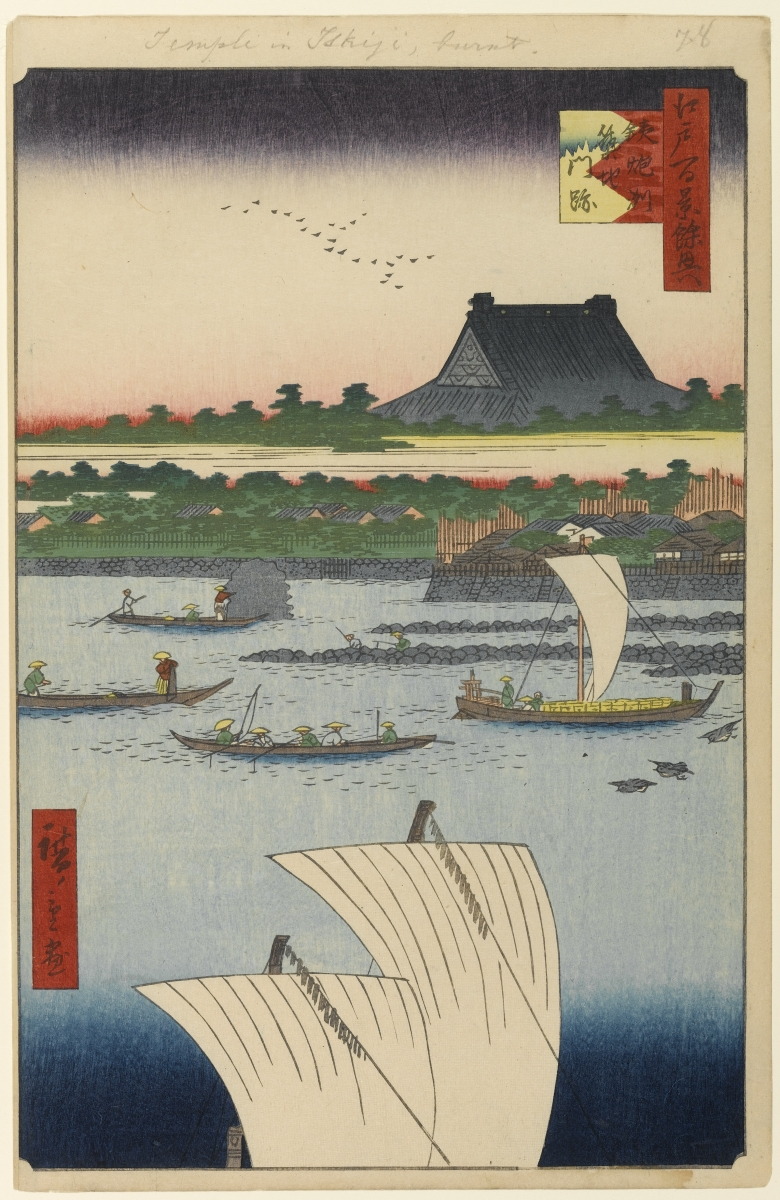
廣重「名所江戸百景」「築地門跡」。當時和風建築的本願寺。

築地本願寺（つきじほんがんじ）是位在日本東京都中央區的淨土真宗本願寺派寺院。本尊阿彌陀如來、開基（創立者）為准如。東京都內代表的寺院之一，京都市西本願寺之別院。正式名稱「淨土真宗本願寺派 本願寺築地別院」，但一般俗稱「築地本願寺」。
關東大震災後伽藍燒失，目前所見的古代印度様式（天竺様式）伽藍是由東京帝國大學工學部教授伊東忠太設計，1934年落成。

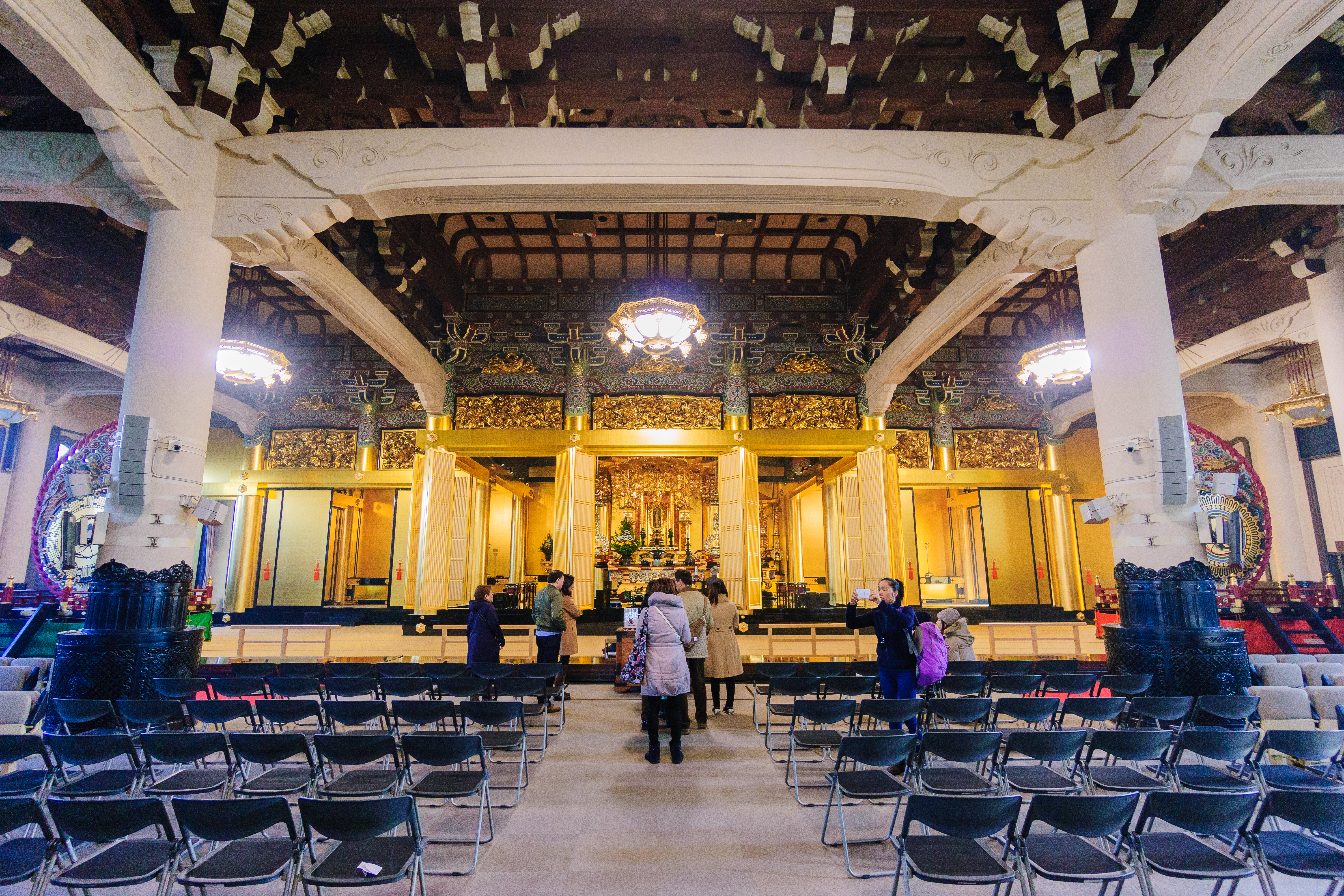
本堂内部
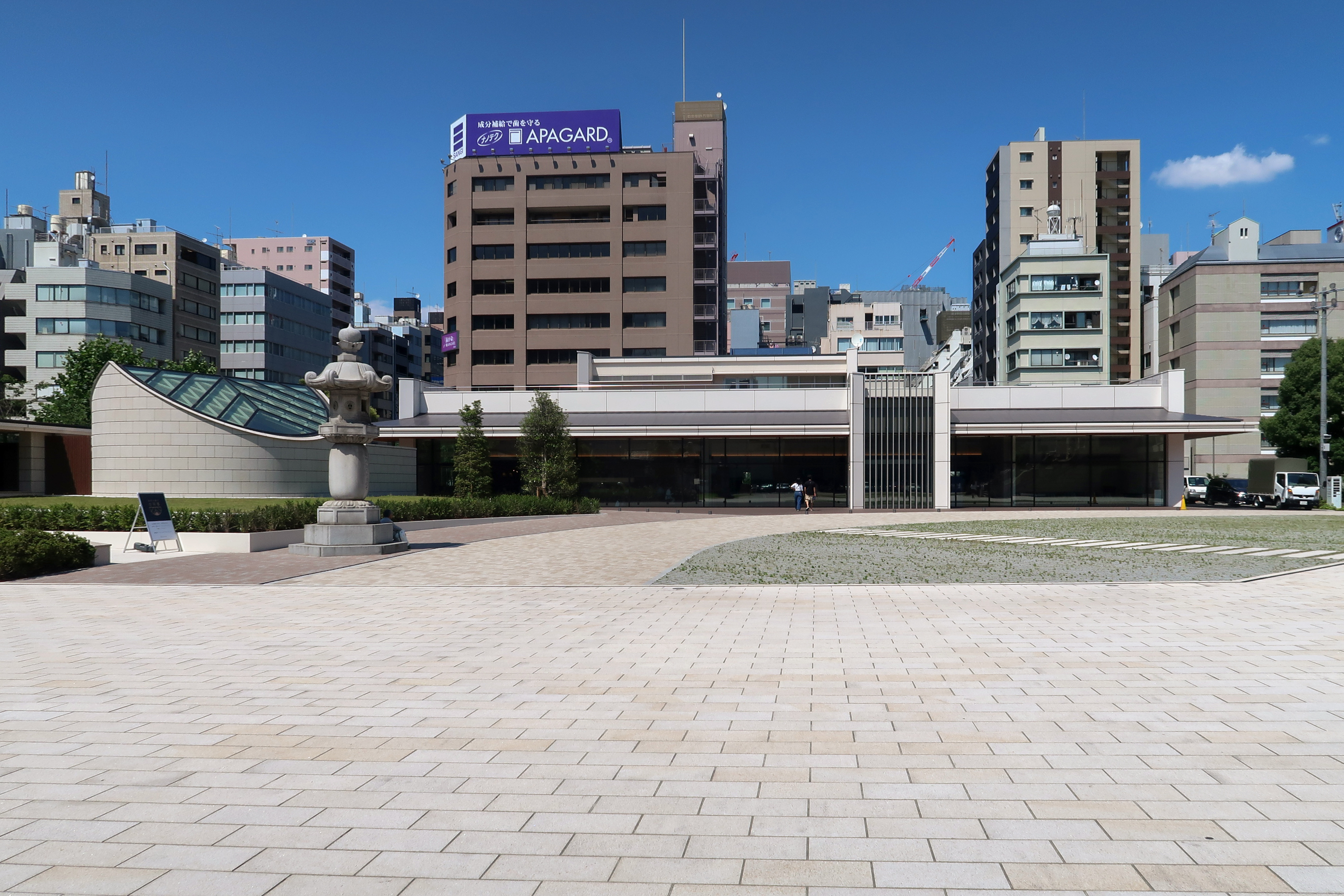
遊客中心
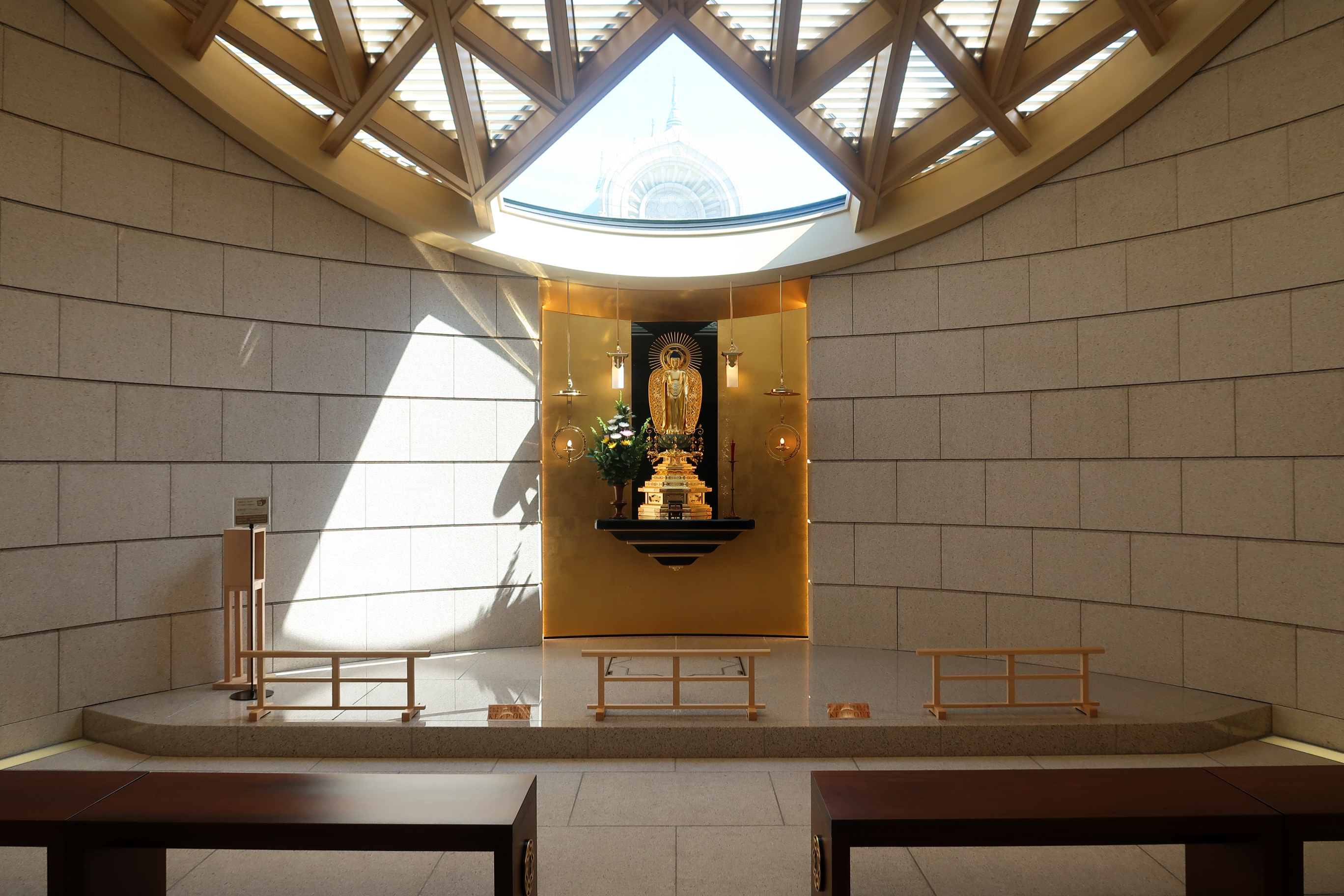
合同墓內貌
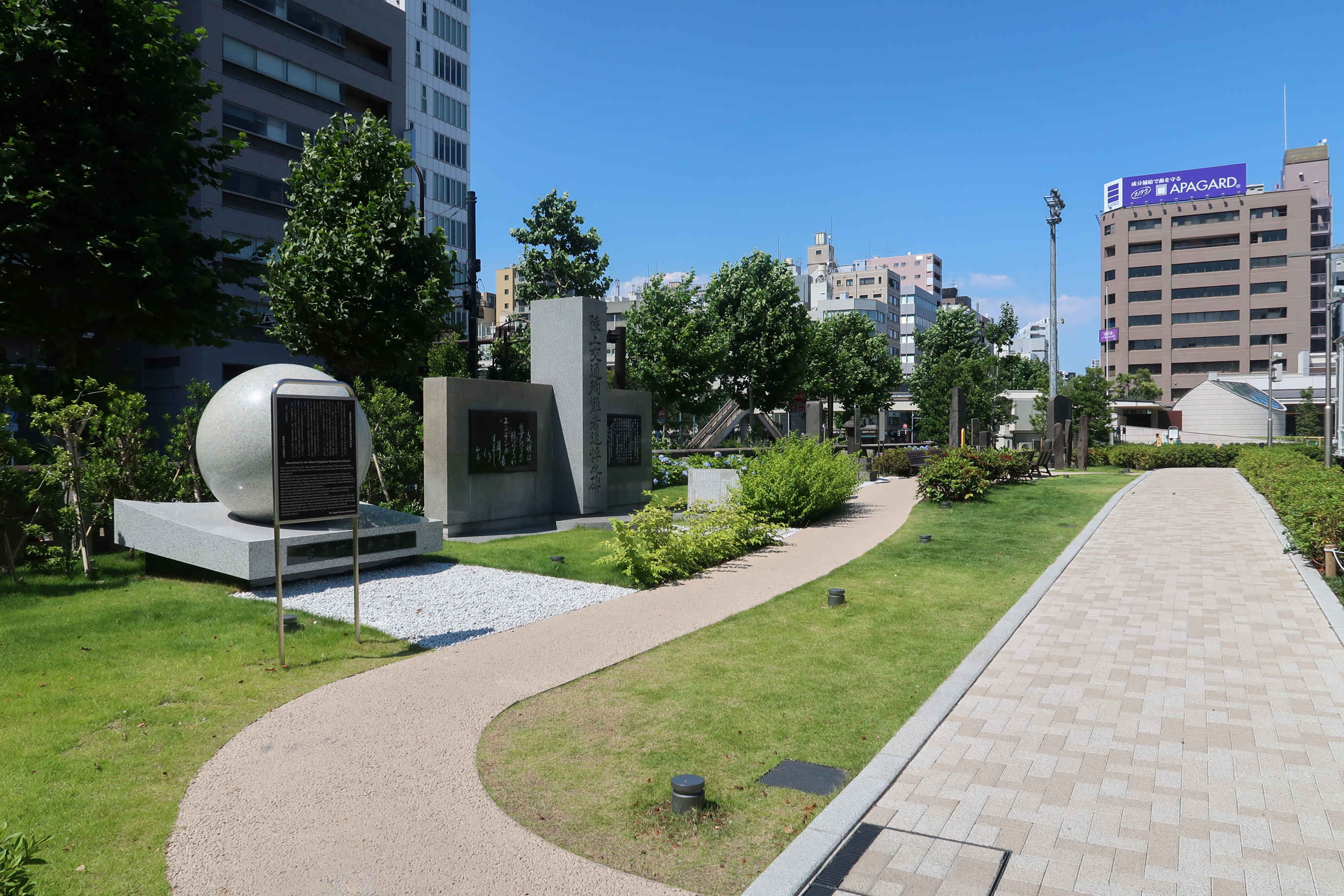
紀念廊

## 關連項目
- 西本願寺

## 外部連結
- 築地本願寺 （页面存档备份，存于）